# Thần kỳ quan
Thần kỳ quan (神祇官 Jingi-kan), là một cơ quan do triều đình Nhật Bản lập ra trong cuộc cải cách luật lệnh vào thế kỷ thứ tám.

## Lịch sử
Cơ quan này là một sự bắt chước có chủ ý từ bộ Lễ của Trung Quốc.  Thần kỳ quan ban đầu là một cơ quan trực thuộc của Thái chính quan (Daijō-kan)..
Cơ quan này mất khá nhiều quyền lực trong khoảng giữa thời kỳ phong kiến Nhật Bản, tuy nhiên năm 1869 Triều đình Minh Trị đã phục hồi lại cơ quan này. Nó đổi tên và dạng thức vài lần vào thế kỷ thứ 19 và 20 trước khi bị giải tán vào ngày 2 tháng 2 năm 1946. Ngày hôm sau, Thần xã bản sảnh thay thế Thần kỳ quan trông coi Thần đạo.

## Chức năng
Thần kỳ quan lo việc giáo phẩm và nghi lễ Thần đạo của Nhật Bản. Đứng đầu Thần kỳ quan làThần kỳ bá (神祇伯 Jingi-haku). Từ thế kỷ thứ 10 đến thế kỷ thứ 15, Thần kỳ bá do dòng họ Hakuo Shirakawa nắm giữ.
Một hệ thống vật dâng cúng cho 3.132 thần linh trên khắp nước Nhật Bản được thiết lập.